# Grand Prix automobile d'Espagne 1992
GP précédent GP suivant
Le Grand Prix automobile d'Espagne 1992 (Gran Premio Tio Pepe de España), disputé sur le circuit de Catalogne à Barcelone en Espagne le 3 mai 1992, est la vingt-deuxième édition du Grand Prix, la 520e épreuve du championnat du monde de Formule 1 courue depuis 1950 et la quatrième manche du championnat 1992.

## Classement
| Pos. | No | Pilote               | Écurie               | Tours | Temps/Abandon                      | Grille | Points |
| ---- | -- | -------------------- | -------------------- | ----- | ---------------------------------- | ------ | ------ |
| 1    | 5  | Nigel Mansell        | Williams-Renault     | 65    | 1 h 56 min 10 s 674 (159,353 km/h) | 1      | 10     |
| 2    | 19 | Michael Schumacher   | Benetton-Ford        | 65    | + 23 s 914                         | 2      | 6      |
| 3    | 27 | Jean Alesi           | Ferrari              | 65    | + 26 s 462                         | 8      | 4      |
| 4    | 2  | Gerhard Berger       | McLaren-Honda        | 65    | + 1 min 20 s 647                   | 7      | 3      |
| 5    | 9  | Michele Alboreto     | Footwork-Mugen-Honda | 64    | + 1 tour                           | 16     | 2      |
| 6    | 22 | Pierluigi Martini    | BMS Dallara-Ferrari  | 63    | + 2 tours                          | 13     | 1      |
| 7    | 10 | Aguri Suzuki         | Footwork-Mugen-Honda | 63    | + 2 tours                          | 19     |        |
| 8    | 16 | Karl Wendlinger      | March-Ilmor          | 63    | + 2 tours                          | 9      |        |
| 9    | 1  | Ayrton Senna         | McLaren-Honda        | 62    | Sortie de piste                    | 3      |        |
| 10   | 28 | Ivan Capelli         | Ferrari              | 62    | Sortie de piste                    | 5      |        |
| 11   | 23 | Christian Fittipaldi | Minardi-Lamborghini  | 61    | + 4 tours                          | 22     |        |
| 12   | 17 | Paul Belmondo        | March-Ilmor          | 61    | + 4 tours                          | 23     |        |
| Abd. | 21 | Jyrki Järvilehto     | BMS Dallara-Ferrari  | 56    | Sortie de piste                    | 12     |        |
| Abd. | 15 | Gabriele Tarquini    | Fondmetal-Ford       | 56    | Sortie de piste                    | 18     |        |
| Abd. | 11 | Mika Häkkinen        | Lotus-Ford           | 56    | Sortie de piste                    | 21     |        |
| Abd. | 26 | Érik Comas           | Ligier-Renault       | 55    | Sortie de piste                    | 10     |        |
| Abd. | 29 | Bertrand Gachot      | Venturi-Lamborghini  | 35    | Moteur                             | 24     |        |
| Abd. | 3  | Olivier Grouillard   | Tyrrell-Ilmor        | 30    | Sortie de piste                    | 15     |        |
| Abd. | 24 | Gianni Morbidelli    | Minardi-Lamborghini  | 26    | Tenue de route                     | 25     |        |
| Abd. | 33 | Mauricio Gugelmin    | Jordan-Yamaha        | 24    | Accident                           | 17     |        |
| Abd. | 14 | Andrea Chiesa        | Fondmetal-Ford       | 22    | Accident                           | 20     |        |
| Abd. | 6  | Riccardo Patrese     | Williams-Renault     | 19    | Accident                           | 4      |        |
| Abd. | 12 | Johnny Herbert       | Lotus-Ford           | 13    | Sortie de piste                    | 26     |        |
| Abd. | 25 | Thierry Boutsen      | Ligier-Renault       | 11    | Alimentation                       | 14     |        |
| Abd. | 20 | Martin Brundle       | Benetton-Ford        | 4     | Sortie de piste                    | 6      |        |
| Abd. | 4  | Andrea De Cesaris    | Tyrrell-Ilmor        | 2     | Moteur                             | 11     |        |
| Nq.  | 30 | Ukyo Katayama        | Venturi-Lamborghini  |       | Non qualifié                       |        |        |
| Nq.  | 7  | Eric van de Poele    | Brabham-Judd         |       | Non qualifié                       |        |        |
| Nq.  | 32 | Stefano Modena       | Jordan-Yamaha        |       | Non qualifié                       |        |        |
| Nq.  | 8  | Damon Hill           | Brabham-Judd         |       | Non qualifié                       |        |        |
| Npq. | 34 | Roberto Moreno       | Andrea Moda-Judd     |       | Non préqualifié                    |        |        |
| Npq. | 35 | Perry McCarthy       | Andrea Moda-Judd     |       | Non préqualifié                    |        |        |

## Pole position et record du tour
- Pole position : Nigel Mansell en 1 min 20 s 190 (vitesse moyenne : 213,109 km/h).
- Meilleur tour en course : Nigel Mansell en 1 min 42 s 503 au 10e tour (vitesse moyenne : 166,719 km/h).

## Tours en tête
- Nigel Mansell : 65 (1-65)

## Statistiques
- 25e victoire pour Nigel Mansell qui égale le score de Jim Clark.
- 55e victoire pour Williams en tant que constructeur.
- 35e victoire pour Renault en tant que motoriste.
- 1er Grand Prix pour Damon Hill.